# Toutou
toutou（トゥートゥー）はかつて活動していた、姉妹による日本の歌手・アイドルユニット。当時の所属はクィーンズアベニューアルファ、レコード会社はSony Records。

## 概要
2003年9月から2004年3月までBS朝日のテレビ番組「15-0」にレギュラー出演。フランス語で「わんわん」（犬の幼児語）を意味するグループ名はこの番組で仮につけられたものだったが、その後も変更されることなく正式なものとなった。
2005年4月〜9月に、フジテレビ・BSフジで放送のテレビ番組『ガチャガチャポン!』のエンディング「歌う星占い」のコーナーで、毎週歌詞の異なる歌を披露。同年7月6日に同曲を収録したシングル「星占いの歌」でCDデビュー。なお、各週の放送終了後からは、その週のエンディングで使用されたヴァージョンの「星占いの歌」が公式HPで試聴可能となっている。
デビュー当時のキャッチフレーズは「手足ながなが姉妹」「平成のピンクレディー!?」など。また紗也香は「確信犯的メガネガール」（当時伊達眼鏡だった）、麻理香は「全く未知数の現代少女」（当時は現役中学生）といわれていた。
その後しばらくはライブ活動が中心となり、オリジナルの曲の他、同じ事務所の先輩だったKINGの曲をカヴァーするなどした。バンド「パネハピ」（「ハンパねぇほどハッピー」の略）でもボーカルとしてライブを行なった。
2008年8月22日をもって麻理香の大学受験のため、一時ライブ活動を休止したが、2009年3月14日に再開。なお、麻理香は受験に失敗し、自ら「浪人アイドル」を名乗った。
西村姉妹が活動を休止している間に事務所ではtoutouの「第2期メンバー」を公募、応募した40組の中から2009年1月末に二組4人（いずれも当時小学生）が合格し、西村姉妹の復帰ライブでバックダンサーとしてお披露目された。そのうち一組は双子の姉妹で、もう一組は幼馴染同士である。二組ともtoutouの「記号」として紗也香役は赤い縁の伊達眼鏡をかけてライブに出ていた。なお、お披露目の後まもなく、4人にPure-toutou（ピュア-トゥートゥー）という名称が付けられ、toutouの「メンバー候補生」であるとし、3月末までメンバー募集を続けた。
2009年4月26日のライブで、toutouの活動を終了することが正式に発表された。同年5月31日、これまで何回も出演した「アイドルステーション」（原宿アストロホール）に出演し、ラストライブを行った。「悲しい余韻を残したくない」という理由でトリではなく、また「お父さんから泣くなって言われている」とコメントし、舞台で号泣することもない解散であった。

## メンバー
- 西村 紗也香（にしむら さやか・姉）（1989年10月14日 - ）
  - 神奈川県出身
  - てんびん座、AB型
  - 身長167cm
- 西村 麻理香（にしむら まりか・妹）（1991年2月4日 - ）
  - 神奈川県出身
  - みずがめ座、A型
  - 身長165.5cm

Pure-toutou
- 岡村 亜海（おかむら あみ・姉、紗也香役）
- 岡村 海里（おかむら みり・妹、麻理香役）
- 陽香（はるか、紗也香役）
- 奈々（なな、麻理香役）

## 作品

### CD
- 星占いの歌（2005年7月6日発売・DVD付き同時発売） - 『ガチャガチャポン!』ED。
- ココロの問題/お願い! プライムミニスター（2005年11月16日発売・両A面） - 「ココロの問題」はテレビ東京系アニメ『ケロロ軍曹』5代目ED[3]
- ケロロダンシング（おぎやはぎ） - コーラス参加
- toutouのアルバム（2007年8月22日発売、DVD付き）

CD
1. えいごのうた（NHK教育『きょうから英会話』主題歌）
2. すっぱいのがニガテ
3. あなたに会えて良かった
4. 夢見るインベーダー
5. ともだちザムライ
6. 王者にGO!（『ダイノキングバトル』CMテーマ曲）
7. ココロの問題

DVD
1. えいごのうた
2. あなたに会えて良かった

### DVD
- ガチャガチャポン!DVDシリーズVol.2 ミカンせいじんチルドレン 
2005年に『ガチャガチャポン!』で放送した『星占いの歌』全34本と、録りおろしの『星占いの歌2006』を収録、セブン-イレブン限定販売。
- dvd blog 000（JJIDOL presents）
ライヴ会場でのみ販売。ライブDVDで「えいごのうた」初期バージョンである「えいごの唄」を収録。

### 書籍
- 12星座相性占いの本（2005年8月1日）サークルKサンクス限定販売。

### 雑誌
- QuickJapan（Vol71.）掲載

## 出演

### テレビ
- 15-0（フィフティーン・ラヴ）（BS朝日）
- 「ヒミツの花園」第3話
- きょうから英会話（NHK教育）

### ラジオ
- ガールズパニック!〜A・BOY PARK〜（STAR digio STATION400）

### CM
- 「からかりベビースター」（おやつカンパニー）麻理香のみ
- 「ダイノキングバトル」（タイトー）